# 李瑞 (成化進士)
李瑞（1438年—？），字世祥，河南衛輝府汲縣人，民籍，明朝政治人物。進士出身。

## 生平
早年出身國子生，河南鄉試第五十一名。成化十四年（1478年）戊戌科會試第三百二名，殿試登進士第三甲第一百八十四名。

## 家族
曾祖父李煥。祖父李琰。父亲李鳳。母郭氏。慈侍下。娶趙氏，继娶周氏。